# Kenneth Vanbilsen
Kenneth Vanbilsen (Herk-de-Stad, 1 de junho de 1990) é um ciclista profissional bélgico, que atualmente compete para a equipe francesa Cofidis.